# LIVE IN PARIS
『LIVE IN PARIS』（ライブ イン パリス）は、日本のロックバンド、L'Arc〜en〜Cielのライブビデオ。DVD版は2009年5月20日、BD版は2014年3月19日発売。発売元はKi/oon Records。

## 解説
本作品は、L'Arc〜en〜Cielが2008年4月19日から世界7都市（上海、台北、パリ、ソウル、香港、東京、大阪）で全10公演を開催したライブツアー「TOUR 2008 L'7 〜Trans ASIA via PARIS〜」から、同年5月9日（現地時間）にパリのルゥ・ゼニット・アリーナで行ったライブの模様を収めたライブビデオである。L'Arc〜en〜Cielが海外でライブを開催するのは、2005年9月に開催したライブツアー「ASIALIVE 2005」以来約3年半ぶりのことで、ヨーロッパ公演は本作に収録されたパリ公演が自身初のこととなった。
2005年9月に開催したライブツアー「ASIALIVE 2005」は、ツアータイトルが示すようにアジア地域のみをまわるツアーで、日本以外の開催都市はソウル、上海の2都市のみであったが、ライブツアー「TOUR 2008 L'7 〜Trans ASIA via PARIS〜」は自身初のヨーロッパ公演を含むツアーとなった。このツアーでは、前回まわったソウル、上海の他、台北、香港、パリ、さらに日本の2都市を巡っており、ライブを開催する都市の数から「L'7」というツアータイトルが付けられている。余談だが、ヨーロッパでの公演はパリ1公演のみとなっているが、他にドイツの都市なども開催候補地としてあがっていたという。ただ、バンド名である「L'Arc〜en〜Ciel」がフランス語であることから、所縁の地であるフランス・パリでの初公演に焦点を絞ったツアーにすることが決まったという。パリ公演を振り返り、hydeは「最初にパリ公演の話が出た時、実はまず自分が"行きたい!"って思ったんだよね。なんとなく意味あるなぁって感じが直感でしたから。たぶん行っておかないと悔いが残りそうな気がした。俺、パリって旅行でも行ったことなかったし…逆に、フランスに行くんだったら、ちゃんと行きたいと思ってたの。だからあえてハズしてたんだけど。そういう意味では思い入れがあったかもしれないですね。まぁ実際にあんなに歓迎してもらえるとは思ってなかったですけど」と述べている。また、tetsuyaは「パリだからって意識し過ぎないようにはしました。パリだけが特別な訳じゃないし、そんなふうに思ったら他の国のファンに悪いし。ただ、やっぱりフランス語のバンド名だから、初めての国だけどホーム感みたいな、帰るみたいな感じはありましたね。うん…歓声は凄かったですねぇ。ライブ前から凄く盛り上がってたから。開場してお客さんが入った時点からあんなに盛り上がってたライブは、L'Arc〜en〜Cielとして初めてですよね。あれは日本じゃ考えられないですよね」と述懐している。
本作には、一部のMCを除き、パリ公演で演奏した楽曲を全て収録している。また、本作に収録された「get out from the shell」は、ブックレットにサブタイトルの表記はないが、全英語詞バージョンの「get out from the shell -asian version-」となっている。さらに、「STAY AWAY」は、tetsuya、ken、yukihiroが順にボーカルを担当するパートチェンジバージョンで演奏されている。ちなみに、フランス語を中心に行った各メンバーのMCの場面では、日本語の字幕が付けられている。
なお、パリ公演の模様はライブ当日となる2008年5月10日の日本時間深夜3時に、東京・大阪・福岡・広島・新潟の日本5都市のシネマコンプレックスで生中継された。ちなみにこれは、世界初の海外コンサートの同時中継企画となった。また、このパリ公演の模様は2009年5月29日にNHK総合で放送された特別番組『L'Arc〜en〜Ciel LIVE IN PARIS』で一部流されている。この特別番組では、メンバーへのインタビューや、メンバーが各地でオフを過ごしている様子も放送されており、この映像は2009年3月25日に発表したドキュメンタリー・ビデオ『DOCUMENTARY FILMS 〜Trans ASIA via PARIS〜』に収録されている。
フィジカルは通常盤（2DVD）の1形態でリリースされている。初回限定仕様はスーツケースをモチーフとしたゴールドのスペシャルパッケージ仕様となっており、通常仕様のパッケージはフランス国旗をモチーフにしたデザインとなっている。2枚組DVDのうちDisc1には16曲目に披露された「READY STEADY GO」までのライブ本編が収録され、Disc2にはライブ本編の続きが収録されている。また、本作品は日本の他、ヨーロッパ各地で発売されている。2009年7月15日にはフランス、7月31日にはドイツ・オーストリア・スイス・スウェーデン・ノルウェー・デンマーク・イタリア・ベルギー・オランダ・ルクセンブルク・ポーランド、8月3日にはイギリス、8月5日にはフィンランド、8月11日にはスペイン・ポルトガルで順次リリースされている。
本作は発売初週となる2009年6月1日付のオリコン週間DVD総合チャートで、2008年に発表したライブビデオ『TOUR 2007-2008 THEATER OF KISS』以来約9ヶ月ぶり通算7作目の首位を獲得している。オリコン週間DVD総合チャートの首位7作獲得は、当時の男性アーティストが持つ記録としては歴代1位タイ記録であった。
また、2014年2月26日には、本作を含む音楽作品18タイトルのBlu-ray Disc版を収録したBD-BOX『L'Aive Blu-ray BOX -Limited Edition-』が発売されており、この作品にはライブ音源CDも収録されている。さらに2014年3月19日には、前述のボックス・セットに収められた本作のBlu-ray Disc版が単体でリリースされた。

## 収録曲
- DVD版は本編を2枚に、BD版は1枚に収録。DVD版は「NEO UNIVERSE」以降がDisc 2となる。

1. get out from the shell
2. Driver's High
3. Killing Me
4. DRINK IT DOWN
5. DAYBREAK'S BELL
6. winter fall
7. 花葬
8. My Dear
9. forbidden lover
10. MY HEART DRAWS A DREAM
11. Caress of Venus
12. REVELATION
13. SEVENTH HEAVEN
14. Pretty girl
15. STAY AWAY
16. READY STEADY GO
17. NEO UNIVERSE
18. HONEY
19. Link
20. あなた

## DVD・Blu-ray
- 『DOCUMENTARY FILMS 〜Trans ASIA via PARIS〜』 - 2008年に開催したライブツアー「TOUR 2008 L'7 〜Trans ASIA via PARIS〜」のドキュメンタリー・ビデオ
- 『TOUR 2008 L'7 〜Trans ASIA via PARIS〜』 - 2008年に開催したライブツアー「TOUR 2008 L'7 〜Trans ASIA via PARIS〜」の6月1日に行った東京2日目公演の模様を収録
- 『FIVE LIVE ARCHIVES 2』 - 2008年に開催したライブツアー「TOUR 2008 L'7 〜Trans ASIA via PARIS〜」の6月8日に行った大阪2日目公演の模様を収録